# Mike Doyle
Michael "Mike" Doyle, född 25 november 1946 i Ashton-under-Lyne, Greater Manchester, död 27 juni 2011 i Ashton-under-Lyne, Greater Manchester, var en engelsk fotbollsspelare som mellan 1965 och 1978 spelade 448 matcher för Manchester City. I slutet av 1970-talet spelade han även fem matcher för det engelska landslaget.
Under tiden i Manchester City vann Doyle bland annat Division 1, FA-cupen och Cupvinnarcupen. Han spelade senare även för Stoke City, Bolton och Rochdale innan han avslutade spelarkarriären 1984. Doyle avled till följd av leversvikt den 27 juni 2011.